# 10 vor 10

Logo

Ehemaliges Logo

10 vor 10 ist eine Informationssendung von Schweizer Radio und Fernsehen (SRF), die seit dem 20. August 1990 abgesehen von Feiertagen montags bis freitags um 21:50 Uhr auf SRF 1 ausgestrahlt wird.
Während die Tagesschau vor allem tagesaktuelle Nachrichten in prägnanter Form sendet, sind bei 10 vor 10 vertiefende Hintergrundberichte, Reportagen und Interviews zu sehen. In der Regel hat jede Sendung einen thematischen Schwerpunkt (Fokus). Ein Markenzeichen sind mehrteilige Serien zu aktuellen Themen. Stilistisch wurde mit 10 vor 10 erstmals im Schweizer Fernsehen das Konzept des Infotainment umgesetzt. Inhaltlich reicht das Spektrum von aktuellen Berichten über erklärende Stücke bis zu eigenen Recherchen (investigativem Journalismus).
Im Gegensatz zur komplett Hochdeutsch ausgestrahlten Tagesschau wird bei 10 vor 10 – etwa im direkten Gespräch mit Interviewpartnern – auch Schweizerdeutsch gesprochen; moderiert und kommentiert wird aber Hochdeutsch.
Sämtliche Beiträge können auch als Videostream auf der Website des Schweizer Fernsehens betrachtet werden.
Nach der Erstausstrahlung auf SRF 1 wird die Sendung auf SRF info mehrfach wiederholt. 3sat strahlt meist nach Mitternacht eine Wiederholung aus, bei der die in Mundart gesprochenen Interviews Hochdeutsch untertitelt sind.
Am 14. Dezember 2020 erhielten die Nachrichtensendungen im SRF, darunter auch 10 vor 10, neue Intros. Sie sind künftig Teil der neuen Nachrichtenabteilung SRF News. Ende März 2022 hat Regula Messerli die neu geschaffene Stelle als Broadcast-Koordinatorin übernommen, die neben 10 vor 10 auch für die Tagesschau und Schweiz aktuell zuständig ist und die bisherigen Sendungsleiter ersetzt. Seit dem 14. November 2022 wird 10 vor 10 sowie auch die Tagesschau aus dem neuen Studio News- und Sportcenter am Standort Leutschenbach ausgestrahlt. Zuvor wurde 10 vor 10 17 Jahre lang aus dem Studio 10 gesendet.

## Moderatoren
Das derzeitige Moderationsteam setzt sich aus Wasiliki Goutziomitros, Urs Gredig, Arthur Honegger und Bigna Silberschmidt zusammen. Silberschmidt wird 2025 durch Eliane Leiser ersetzt.
Ehemalige Moderatoren waren zunächst Jana Caniga, Walter Eggenberger und der Initiator Jürg Wildberger, später Alenka Ambrož, Franziska Egli, Ursula Hürzeler, Eva Wannenmacher, Christine Maier, Stephan Klapproth, Susanne Wille, Daniela Lager und Andrea Vetsch und Cornelia Boesch als Stellvertretung für Susanne Wille 2005 und von 2007 bis 2008.